# Friedrich Kreß von Kressenstein (General der Infanterie)
Friedrich Freiherr Kreß von Kressenstein (* 31. März 1855 in Germersheim; † 6. Juni 1920 in München) war ein bayerischer General der Infanterie.

## Leben

### Familie
Friedrich entstammte dem alten Nürnberger Patriziergeschlecht Kreß von Kressenstein. Er war der Sohn des bayerischen Majors Joseph Freiherr Kreß von Kressenstein (1821–1871) und dessen Ehefrau, einer geborenen von Stetten. Sein älterer Bruder Otto schlug ebenfalls eine Militärkarriere ein und wurde später Generaloberst und Kriegsminister. Kreß heiratete 1881 Nina von Kwist, mit der er vier Kinder hatte.

### Militärkarriere
Kreß von Kressenstein besuchte ein Humanistisches Gymnasium, trat im Anschluss in die Bayerische Armee ein und wurde 1876 Sekondeleutnant. Von 1883 bis 1886 absolvierte er die Kriegsakademie, die ihm die Qualifikation für den Generalstab und die Höhere Adjutantur aussprach. Im weiteren Verlauf seiner Militärkarriere war Kreß als Oberst von 1903 bis 1905 Kommandeur des Infanterie-Leib-Regiments, wurde dann Generalmajor und Kommandeur der 2. Infanterie-Brigade. Am 20. Dezember 1909 folgte seine Beförderung zum Generalleutnant und als solcher kommandierte Kreß bis 13. März 1913 die 3. Division. Anschließend wurde er mit dem Charakter als General der Infanterie zur Disposition gestellt.
Mit Ausbruch des Ersten Weltkriegs wurde Kreß reaktiviert und zum Kommandeur der 5. Reserve-Division ernannt, mit der er in Lothringen und später in Frankreich u. a. in der Lorettoschlacht zum Einsatz kam. Am 11. Oktober 1914 erhielt Kreß auch das Patent zu seinem Dienstgrad. Altersbedingt gab er das Kommando am 9. September 1915 ab und wurde in den Ruhestand verabschiedet.